# Salmo (företag)
Salmo är ett företag i Polen som tillverkar wobblers. Salmo finns i Gietrzwałd och deras mest kända produkt är Salmo Slider. Svensk distributör är Scandinavian Fishmania.